# إيفان ليون
إيفان ليون (بالإسبانية: Iván León)‏ (3 مارس 1967 بغواتيمالا في غواتيمالا - ) هو مدرب كرة قدم ولاعب كرة قدم غواتيمالي في مركز الدفاع. شارك مع منتخب غواتيمالا لكرة القدم. أما مع النوادي، فقد لعب مع نادي كوميونيكيشنس ونادي أورورا وكوبان إمبيريال.

## وصلات خارجية
- إيفان ليون على موقع الاتحاد الدولي (مؤرشف)  (الإنجليزية)
- إيفان ليون على موقع قاعدة بيانات كرة القدم.إي يو (الإنجليزية)
- إيفان ليون على موقع ناشيونال فوتبول تيمز (الإنجليزية)